# São Pedro da União
São Pedro da União é um município brasileiro do estado de Minas Gerais. Sua população recenseada em 2022 era de 4 885 habitantes.